# Bakterijska ćelijska struktura
aBakterije, uprkos njihove jednostavnosti, one sadrže dobro razvijenu ćelijsku strukturu, koja je odgovorna za postojanje mnoštva jedinstvenih bioloških struktura. Mnoga strukturna svojstva su jedinstvena za bakterije i ne sreću se među arhejama ili eukariotama. Usled jednostavnosti bakterija u poređenju sa većim organizmima, i lakoće sa kojom se one mogu eksperimentalno manipulisati, ćelijska struktura bakterija je detaljno izučena, i otkriveno je mnoštvo biohemijskih principa koji su naknadno primenjeni kod drugih organizama.

## Ćelijska morfologija
Najelementarnije strukturno svojstvo bakterija je njihova morfologija (oblik). Tipični primeri su:
- Loptaste (coccus) — koje su sferičnog oblika
- Štapićaste (bacillus) — koje su po obliku slične štapiću
- Spiralne (spiralne) — koje su spiralno uvijene i po obliku slične opruzi.
- Četvrtaste (filamentozne) — koje su izduženog oblika
- Pleomorfne (pleomorfizam) — bakterije nepravilnog ili drugačijeg oblika od osnovnog oblika bakterija

Ćelijski oblik je generalno karakteristika datih bakterijskih vrsta, mada on može da varira u zavisnosti od uslova rasta. Neke bakterije imaju kompleksne životne cikluse koji obuhvataju produkciju stabala i dodataka (e.g. Caulobacter), dok neke proizvode kompleksne strukture koje nose reproduktivne spore (e.g. Myxococcus, Streptomyces). Bakterije generalno formiraju prepoznatljive ćelijske morfologije koje su uočljive pod svetlosnim mikroskopom, i distinktne morfologije kolonija kad se gaje na Petrijevim šoljama.
Jedna od najočiglednijih strukturnih karakteristika bakterija je (uz neke izuzetke) njihova mala veličina. Na primer, Escherichia coli ćelije, koje su bakterije "prosečne" veličine, su oko 2 µm (mikrometra) duge, imaju dijametar od 0.5 µm, i ćelijsku zapreminu od 0.6 - 0.7 μm3. Tome odgovara vlažna masa od oko 1 pikograma (pg), podrazumevajući da se ćelije sastoje uglavnom od vode. Suva masa pojedinačne ćelije se procenjuje da je 23% vlažne mase, što je 0,2 pg. Oko polovine suve mase bakterijske ćelije se sastoji od ugljenika, i isto tako oko polovine se može pripisati proteinima. Stoga, tipičan potpuno izrasli 1-litar kulture Escherichia coli (sa optičkom gustinom od 1.0, što korespondira ca. 109 ćelija/ml) daje oko 1 g vlažne ćelijske mase. Mala veličina je ekstremno važna zato što omogućava formiranje velikih odnosa površine i zapremine. To je preduslov za brzo preuzimanje i intracelularnu distribuciju hranljivih materija i izlučivanje otpada. Pri niskim odnosima površine i zapremine difuzija nutrijenata i otpadnih produkata kroz bakterijske ćelijske membrane je ograničavajući faktor brzine kojom se odvija mikrobni metabolizam, te je ćelija manje evoluciono sposobna. Razlog za postojanje velikih ćelija nije poznat, mada postoje spekulacije po kojima se povećana ćelijska zapremina prvenstveno koristi za čuvanje viška nutrijenata.

## Ćelijski zid
Ćelijski zid se sastoji od membrane oko citoplazme i spoljašnjeg ćelijskog zida. Kao i kod drugih organizama, bakterijski ćelijski zid daje strukturni integritet ćeliji. Kod prokariota, primarna funkcija ćelijskog zida je zaštita ćelije od internog turgornog pritiska uzrokovanog daleko višim koncentracijama proteina i drugih molekula unutar ćelije u poređenju sa njenim spoljašnjim okruženjem. Bakterijski ćelijski zid se razlikuje od zida svih drugih organizama po prisustvu peptidoglikana, koji su locirani neposredno izvan citoplazmatične membrane. Peptidoglikan se sastoji od polisaharidne osnove, koja naizmenično sadrži N-acetilmuraminske (NAM) i N-acetilglukozaminske (NAG) ostatke u jednakim količinama. Peptidoglikan je odgovoran za krutost bakterijskog ćelijskog zida i za određivanje ćelijskog oblika. On je relativno poroza i ne smatra se barijerom u smislu permeabilnositi za male supstrate. Dok svi bakterijski ćelijski zidovi (uz nekoliko izuzetaka, kao što su ektracelularni paraziti Mycoplasma) sadrže peptidoglikan, sve ćelije nemaju iste sveukupne strukture. Pošto je ćelijski zid neophodan za opstanak bakterija, dok nije prisutan kod pojedinih eukariota, nekoliko klasa antibiotika (naročito penicilini i cefalosporini) zaustavaljaju bakterijske infekcije putem ometanja sinteze ćelijskog zida, što nema uticaja na ljudske ćelije. β-Laktamski antibiotici kao što je penicilin inhibiraju formiranje peptidoglikanskih unakrsnih veza u bakterijskim ćelijskim zidovima.
Postoje dva glavna tipa bakterijskih ćelijskih zidova, koji su prisutni kod gram-pozitivnih bakterija i gram-negativnih bakterija, koje se diferenciraju po njihovim responsu na bojenje po Gramu. Kod oba tipa bakterija, čestice od oko 2 nm mogu da prođu kroz peptidoglikan. Ako je bakterijski ćelijski zid potpuno uklonjen, to se naziva protoplastom, dok ako je parcijalno uklonjen, naziva se sferoplastom. Enzim lizozim, prisutan u ljudskim suzama, isto tako razlaže ćelijske zidove bakterija i predstavlja glavnu telesnu odbranu od infekcija očiju.

## Literatura
- Cell Structure and Organization
- Madigan, Michael T.; Martinko, John M.; Brock, Thomas D. (2005). Brock biology of microorganisms (11th изд.). Upper Saddle River, NJ: Pearson Prentice Hall. ISBN 978-0-13-196893-6.

## Spoljašnje veze
- Animated guide to bacterial cell structure.